# Taruntassa

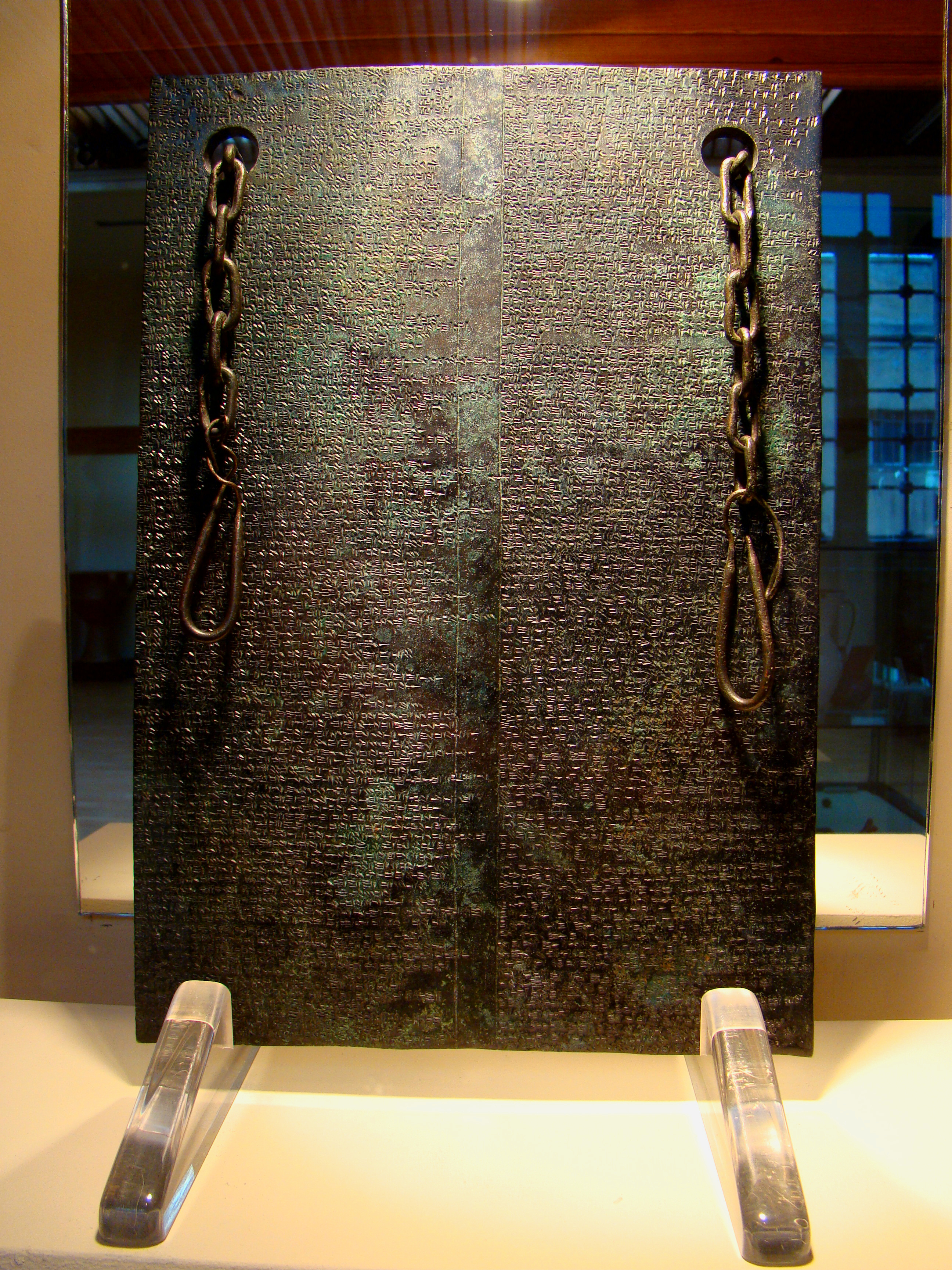
Placa de bronze de Sorum-Bogazcói datada de, atualmente no Museu das Civilizações da Anatólia. O documento mostra o tratado entre Tudália IV e Curunta de Taruntassa.

Taruntassa (em hitita: 𒀭𒅎𒋫𒀸𒊭, d IM-ta-aš-ša; lit. "Cidade de Tarunte") foi uma cidade hitita cuja localização exata se desconhece, mas com toda certeza estava situada ao sul da antiga capital, Hatusa. Alcançou especial proeminência durante o reinado de Muatal II (r. 1295–1272 a.C.), que a converteu na capital.

## Biografia
A cidade era habitada principalmente por falantes da língua luvita, sendo o seu nome uma homenagem a Tarunte, deus das chuvas. Não existem referências à cidade anteriores ao reinado de Muatal II, que abandonou Hatusa como medida de defesa preventiva contra os egípcios. Justificou, então, a mudança como resultado de uma ordem divina, mas a razão provável era estratégica: Hatusa ficava demasiado perto das tribos bárbaras dos cascas, o que obrigava à sua contínua defesa, enquanto Taruntassa situava-se em território fortemente controlado pelos hititas e, ainda, mais distante da Síria onde era evidente que logo entraria em guerra contra os egípcios.
Ainda que Uri-Tessube (Mursil III), filho de Muatali, tenha retornado à antiga capital, Taruntassa conservou sua importância recém-adquirida pois o novo rei foi logo deposto por seu tio, Hatusil III, colocando no trono a Curunta, no governo de Hatusa. A partir de então Taruntassa foi foco de instabilidade para o reino hitita: nos tempos de Tudália IV, Curunta parece ter intentado um golpe de estado, que fracassou, e o filho de Tudália, Supiluliuma II, teve que enviar tropas a Taruntassa para sufocar uma rebelião.
Pouco se sabe do destino da cidade após a queda do império hitita em mãos dos povos do mar (aproximadamente em 1 200 a.C.).